# Associazione Calcio Napoli 1931-1932
Questa voce raccoglie le informazioni riguardanti l'Associazione Calcio Napoli nelle competizioni ufficiali della stagione 1931-1932.

## Stagione
La stagione 1931-1932 del Napoli è la 3ª stagione in Serie A e la 6ª complessiva in massima serie.
Il Napoli non fu brillante come nell'anno precedente. Vennero comprati giocatori di secondo piano come l'ala Oreste Benatti dal Lecce, il mediano Boltri dal Casale e il mediano argentino Carlos Martín Volante dal San Lorenzo.
Alla fine il Napoli arrivò al nono posto.

## Divise
| Prima divisa | Divisa portiere |

## Organigramma societario
Area direttiva
- Presidente: Giovanni Maresca di Serracapriola[3]

Area tecnica
- Allenatore: William Garbutt

## Rosa
| N. |                   | Ruolo | Calciatore        |
| -- | ----------------- | ----- | ----------------- |
|    | Italia (bandiera) | P     | Giuseppe Cavanna  |
|    | Italia (bandiera) | P     | Antonio Marietti  |
|    | Italia (bandiera) | D     | Domenico Capano   |
|    | Italia (bandiera) | D     | Luigi Castello    |
|    | Italia (bandiera) | D     | Ettore Fontana    |
|    | Italia (bandiera) | D     | Paulo Innocenti   |
|    | Italia (bandiera) | D     | Giovanni Vincenzi |
|    | Italia (bandiera) | C     | Oreste Benatti    |
|    | Italia (bandiera) | C     | Carlo Buscaglia   |
|    | Italia (bandiera) | C     | Emanuele Boltri   |
|    | Italia (bandiera) | C     | Alfredo Borsa     |

| N. |                      | Ruolo | Calciatore            |
| -- | -------------------- | ----- | --------------------- |
|    | Italia (bandiera)    | C     | Enrico Colombari      |
|    | Italia (bandiera)    | C     | Diego Franzese        |
|    | Italia (bandiera)    | C     | Oreste Sallustro (II) |
|    | Argentina (bandiera) | C     | Carlos Volante        |
|    | Italia (bandiera)    | A     | Mario Bonivento       |
|    | Italia (bandiera)    | A     | Marcello Mihalich     |
|    | Italia (bandiera)    | A     | Attila Sallustro (I)  |
|    | Italia (bandiera)    | A     | Mariano Tansini       |
|    | Italia (bandiera)    | A     | Antonio Vojak (I)     |
|    | Italia (bandiera)    | A     | Oliviero Vojak (II)   |

## Calciomercato
| Acquisti | Acquisti        | Acquisti | Acquisti   |
| R.       | Nome            | da       | Modalità   |
| -------- | --------------- | -------- | ---------- |
| C        | Carlos Volante  | Platense | definitivo |
| C        | Oreste Benatti  | Lecce    | definitivo |
| C        | Emanuele Boltri | Casale   | definitivo |
| A        | Mario Bonivento | Vomero   | definitivo |
| A        | Oliviero Vojak  | Juventus | definitivo |

| Cessioni | Cessioni           | Cessioni    | Cessioni   |
| R.       | Nome               | a           | Modalità   |
| -------- | ------------------ | ----------- | ---------- |
| C        | Roberto Di Martino | FC Stabiese | definitivo |
| C        | Adamo Roggia       | Novara      | definitivo |
| C        | Giuseppe Rizza     | Lecce       | definitivo |
| C        | Biagio Zoccola     | Cosenza     | definitivo |
| A        | Camillo Fenili     | Juventus    | definitivo |

## Risultati

### Serie A

#### Girone di andata
| Arbitro: | Mattea (Torino) |

|                                                   |           |                             |
| Vojak II 22’, 60’ Vojak I 34’ (rig.) Mihalich 67’ | Marcatori | 75’ Colaussi 76’ Castellani |

| Arbitro: | Rovida (Milano) |

|                                            |           |                                        |
| Ferrari 3’, 24’ Vecchina 39’ Orsi 55’, 68’ | Marcatori | 15’ Buscaglia 58’ Vojak I 80’ Vojak II |

| Arbitro: | Caironi (Milano) |

|                                 |           |  |
| Sallustro 17’ Vojak II 36’, 85’ | Marcatori |  |

| Arbitro: | Turbiani (Ferrara) |

|                                                       |           |              |
| Visentin 23’, 82’ Serantoni 44’, 46’ Ferrero 59’, 60’ | Marcatori | 54’ Mihalich |

| Arbitro: | Guarnieri (Milano) |

|             |           |              |
| Tansini 66’ | Marcatori | 72’ Cattaneo |

| Arbitro: | Gama (Milano) |

|  |           |                          |
|  | Marcatori | 45’ Mihalich 79’ Tansini |

| Arbitro: | Mattea (Torino) |

|                             |           |             |
| Pastore 27’, 78’ Arcari 44’ | Marcatori | 88’ Tansini |

| Arbitro: | Caironi (Milano) |

|  |           |                            |
|  | Marcatori | 52’, 80’ Petrone Schiavone |

| Arbitro: | Guarnieri (Milano) |

|                                                       |           |          |
| Tansini 23’ Mihalich 27’, 76’ Benatti 56’ Vojak I 75’ | Marcatori | 1’ Borel |

| Arbitro: | Zorzi (Venezia) |

|                |           |  |
| Bernardini 71’ | Marcatori |  |

| Torino 6 dicembre 1931 11ª giornata | Torino | 4 – 1 referto | Napoli |  |

| Napoli 20 dicembre 1931 12ª giornata | Napoli | 4 – 1 referto | Modena |  |

| Napoli 27 dicembre 1931 13ª giornata | Napoli | 3 – 1 referto | Genova 1893 |  |

| Vercelli 3 gennaio 1932 14ª giornata | Pro Vercelli | 1 – 1 referto | Napoli |  |

| Busto Arsizio 10 gennaio 1932 15ª giornata | Pro Patria | 0 – 0 referto | Napoli |  |

| Napoli 17 gennaio 1932 16ª giornata | Napoli | 1 – 1 referto | Brescia |  |

| Napoli 24 gennaio 1932 17ª giornata | Napoli | 1 – 1 referto | Bologna |  |

#### Girone di ritorno
| Trieste 31 gennaio 1932 18ª giornata | Triestina | 1 – 2 referto | Napoli |  |

| Napoli 7 febbraio 1932 19ª giornata | Napoli | 2 – 0 referto | Juventus |  |

| Bari 21 febbraio 1932 20ª giornata | Bari | 0 – 2 referto | Napoli |  |

| Napoli 28 febbraio 1932 21ª giornata | Napoli | 1 – 0 referto | Ambrosiana-Inter |  |

| Alessandria 6 marzo 1932 22ª giornata | Alessandria | 3 – 1 referto | Napoli |  |

| Napoli 13 marzo 1932 23ª giornata | Napoli | 0 – 0 referto | Lazio |  |

| Napoli 28 marzo 1932 24ª giornata | Napoli | 3 – 1 referto | Milan |  |

| Firenze 3 aprile 1932 25ª giornata | Fiorentina | 2 – 0 referto | Napoli |  |

| Casale Monferrato 17 aprile 1932 26ª giornata | Casale | 1 – 0 referto | Napoli |  |

| Napoli 24 aprile 1932 27ª giornata | Napoli | 1 – 0 referto | Roma |  |

| Napoli 1 maggio 1932 28ª giornata | Napoli | 0 – 0 referto | Torino |  |

| Modena 15 maggio 1932 29ª giornata | Modena | 2 – 2 referto | Napoli |  |

| Genova 22 maggio 1932 30ª giornata | Genova 1893 | 1 – 0 referto | Napoli |  |

| Napoli 26 maggio 1932 31ª giornata | Napoli | 2 – 1 referto | Pro Vercelli |  |

| Napoli 29 maggio 1932 32ª giornata | Napoli | 1 – 1 referto | Pro Patria |  |

| Brescia 5 giugno 1932 33ª giornata | Brescia | 1 – 0 referto | Napoli |  |

| Bologna 12 giugno 1932 34ª giornata | Bologna | 2 – 0 referto | Napoli |  |

## Statistiche

### Statistiche di squadra
| Competizione | Punti | In casa | In casa | In casa | In casa | In casa | In casa | In trasferta | In trasferta | In trasferta | In trasferta | In trasferta | In trasferta | Totale | Totale | Totale | Totale | Totale | Totale | DR |
| Competizione | Punti | G       | V       | N       | P       | Gf      | Gs      | G            | V            | N            | P            | Gf           | Gs           | G      | V      | N      | P      | Gf     | Gs     | DR |
| ------------ | ----- | ------- | ------- | ------- | ------- | ------- | ------- | ------------ | ------------ | ------------ | ------------ | ------------ | ------------ | ------ | ------ | ------ | ------ | ------ | ------ | -- |
| Serie A      | 35    | 17      | 9       | 6       | 2       | 31      | 16      | 17           | 4            | 3            | 10           | 17           | 30           | 34     | 13     | 9      | 12     | 48     | 46     | +2 |

### Statistiche dei giocatori
| Giocatore         | Serie A  | Serie A |
| Giocatore         | Presenze | Reti    |
| ----------------- | -------- | ------- |
| G. Cavanna        | 28       | -36     |
| A. Marietti       | 6        | -10     |
| D. Capano         | 1        | 0       |
| L. Castello       | 1        | 0       |
| E. Fontana        | 20       | 0 (1)   |
| P. Innocenti      | 34       | 1       |
| G. Vincenzi       | 33       | 0       |
| O. Benatti        | 28       | 3       |
| C. Buscaglia      | 23       | 2       |
| E. Boltri         | 4        | 0       |
| A. Borsa          | -        | -       |
| E. Colombari      | 32       | 0       |
| D. Franzese       | 1        | 0       |
| O. Sallustro (II) | 2        | 0       |
| C. Volante        | 25       | 0       |
| M. Bonivento      | 4        | 0       |
| M. Mihalich       | 31       | 9       |
| A. Sallustro (I)  | 26       | 12      |
| M. Tansini        | 26       | 6       |
| A. Vojak (I)      | 34       | 9       |
| O. Vojak (II)     | 15       | 6       |